# 云弟兄
天上人，劉振營，對西方人自稱雲弟兄，是基督教備受質疑的誇大虛假見證的人物。
“云弟兄”（Brother Yun，1958年2月22日—），原名刘振营，又被称为“天上人”，是一名流亡海外的中国家庭教会传道人，自稱是当代福音运动“回耶路撒冷”的主要号召者之一。主要著述有保罗·海特威（英文版）编辑的自传《天上人》（The Heavenly Man）以及英文版的教导著述《活水》（Living Wa一ter）。一天上人 1997 藉著由一位愛神的弟兄林慕實負責執行的一個綠鞋計劃得以順利逃到德國，肺結核病在隔離69天後得到醫治，然後在林的幫助下得到政治庇護，可以永居及讓其家人也到德國團聚，不必再經過居留申請。但後來林慕實不再幫助他，因為1999 開始天上人，與住香港的芬蘭人丁仁安彼此利用，冒充 傳回耶路撒冷運動的海外主領人，做不實神蹟見證，不知道真相的德國A V C機構為了業績和名聲和奉獻收入而幫助他，幫他宣傳單方說法，導致後來許多西人受騙擁護他，為他大力捐款。天上人變成屬靈明星紅遍西方，但是他不敢騙到華人世界來！天上人一直是很許多中西宣教領袖們共同的擔憂和無奈，因為努力保護天上人和既得利益的牧師及宣教工作者，及其英文見證暢銷書作者，加上其粉絲們合起來成為天上人的保護網。在網上2024 四月開始有很好的證據給他們自己判斷，因為天上人2023 在荷蘭做新的鄭州逃獄見證，和他2002出版的暢銷書上的彼此不能相容，證明了二者皆是假見證，在網上 jesusreturn.net/4 有現場視頻和中英文分析。 

## 个人经历
据《天上人》一书陈述，云弟兄于1958年出生于南阳地区的村子刘老庄。自称其父在文革期间患有严重的肺疾病，其母得到耶稣的召唤，与其全家祷告使其父得治疗。云弟兄于当年相信耶稣（1974年），并自称以一日一餐禁食祷告100天的奇特方式，获得了一本圣经。并宣称其在梦里得到神的启示，被召唤去西方和南方传福音。
由于云弟兄在文革后拒绝加入三自爱国教会，遭到中华人民共和国当局迫害。曾于1983年底被捕入狱，被捕时，他大喊“我是个天上的人。”为了警示周围的信徒，就此得名“天上人”的外号。1984年1月25日到该年4月7日间，自称不吃不喝地进行过长达74天的禁食。据云弟兄所说，其间他得到了很多来自耶稣的异象和异梦。1984年到1988年之间被关押在信阳的一所劳改场里。
获释后，云弟兄一直致力于中国的福音宣传工作，并极力联合中国各地的家庭教会。1996年，云弟兄加入張榮亮建立的“希尼团契”，他当时是团契的各地方代表之一。1997年云弟兄等人被中华人民共和国中央机关逮捕，关押在郑州最高安全监狱。据云弟兄讲述，耶稣帮助了瘸腿的他成功地得以越狱。不久后云弟兄逃离了中国大陆飞往德国，得到林慕實弟兄義務大力協助和保證，經過69天在肺科隔離醫院醫治好肺結核以後，也得到最好的政治庇護批准。1999年他離開漢堡後，由芬蘭人Taisto Trironnen 安排，在 A V C 機構的瑞士大聚會裡首次公開曝光上台做見證。2001年他在緬甸因為違法被機場扣留，被判刑七年，但2002被德國人使用信徒給中國教會的獻金高價買贖出來。现仍居住于德国法兰克福2004年購買的新建大房子裡。
云弟兄现在主要致力于在各国见证。鼓励西方教会与其同工，开展回耶路撒冷运动。其目标是把福音传播到中国以及耶路撒冷之间的地域。云弟兄在中国服侍时，其同工都来自家庭教会。在《天上人》一书中多次提到过的有徐永泽和张荣亮。號稱真實見證的《天上人》一书被翻译成三十种语言, 暢銷在非華人世界大約二百萬本，但在中港台澳基督教書局都不代售；在英国，该书被评为2003年度“最佳基督教书籍”。但張榮亮2015出版的個人見證《火煉的使徒》一書，內容和天上人2002 見證書有嚴重矛盾，顯出天上人許多虛構的情節。此二書矛盾被客觀陳列在 jesusreturn.net/2  供大眾自己判斷誰是做了假見證。

## 家庭
其妻是杨德玲，两人于1980年结婚，后育有一子一女。长子名刘以撒，女名刘以琳。

## 争议
中国一些有名的家庭教会领袖严厉批判“云弟兄”，因为他涉嫌以宗教为名进行欺诈。2004年7月，林献羔在他出版的《灵音小丛书之一二五》中以《中国大骗子“天上人”》为题对“云弟兄”进行批判，称他“在中国时己败坏至极，出国后更欺骗外国人﹕自称是中国家庭教会5800多万人的领袖。他曾到‘重生派’寻求支持。他是中国基督教史上最大的一个近乎完美的大骗子。”2004年10月，包括林与袁相忱、谢模善在内的80多名中国家庭教会与同工，联名发表了一份名为《致全球基督教会》的公开信，信中称“云弟兄”“是个作假见证、欺骗西方教会的人”、“我们反对‘天上人’说谎夸大，借受苦与合一、宣教的名义来图名利地位的行径。我们不能苟同‘天上人’。他没资格代表中国教会说话。”
对此，《天上人》一书的英文合作作者保罗·哈特维亦发表公开信，信中以“历史上许多伟大的基督徒领袖大都成了其他基督徒残酷攻击的对象”来解释对“云弟兄”遭遇的谴责。（公开信链接（页面存档备份，存于））但是，在这封公开信中，并没有提供事实性的证据。
而揭露“云弟兄”的群体，提供了一些事实性的证据。比如，“云弟兄”于1997年9月底从中国逃到德国，10月10日在德国汉堡正式申请政治难民居留，被分配住进东德难民营。他向德国政府解释中国家庭教会有4大家：重生派、灵恩派、呼喊派和基要派（福音派）。他自称自己是这4家联合公选出来的主席。德国政府相信了他的话，给了他难民身份。当时陪同他从中国到德国的，是林慕实。林慕实本人，也提供了证据，证明“云弟兄”向德国政府撒谎。并且，“云弟兄”在叙述自己的经历时，增添虚构的描述，比如描述自己在北京机场被北京的海关官员阻挠。而根据当时陪同他的林慕实的陈述，这一说辞被否定。“云弟兄”被指出，在德国，缅甸，和欧洲其它国家利用宗教名义进行欺诈。“云弟兄”在缅甸，因为走私玉器及使用多本假护照，于2001年2月10日被捕，判刑7年。在2001年9月11日后一周，缅甸政府提早将他释放。他在募款，和使用捐款中，过程也并不透明。
一些中国家庭教会领袖呼吁“天上人”停止欺骗，也呼吁参与支持“天上人”的海外教会能够从错误中回转。参与呼吁和签名的有袁相忱，梁惠珍，袁平湖，谢模善，林献羔，陈爱兰，等等。